# Kniha roku Lidových novin 2024
Kniha roku Lidových novin 2024 je 34. ročník od obnovení ankety Lidových novin o nejzajímavější knihu roku. Do ankety jsou také započítány hlasy pro knihy vydané koncem roku 2023. V důsledku zániku tištěných Lidových novin výsledky vyšly ve speciální příloze Mladé fronty DNES dne 14. prosince 2024. Redakce oslovila přes 300 respondentů, hlasovalo jich 150. Uzávěrka byla 3. prosince 2024.
V anketě zvítězila kniha Krystyny Wanatowiczové Nezval. Básník a jeho syn o Vítězslavu Nezvalovi, kterou vydalo nakladatelstvím Kodudek.

## Výsledky
1. Krystyna Wanatowiczová: Nezval. Básník a jeho syn – 15 hlasů
2. Tereza Boučková: Dům v Matoušově ulici – 10 hlasů
3. Miroslav Hlaučo: Letnice. Rozpomínání na konec světa – 8 hlasů
4.–6. Michal Přibáň: Errol. Josefa Škvoreckého život první, 1924–1969 – 5 hlasů
4.–6. Jiří Padevět: Český bestiář – 5 hlasů
4.–6. Milan Ohnisko: Reiner (rozhovor s Martinem Reinerem) – 5 hlasů
7.–12. Jiří Hájíček: Drak na polní cestě – 4 hlasy
7.–12. Marek Špinka, Jan Havlíček, Iveta Štolhoferová, Daniel Frynta a kolektiv: Etologie. Mechanismy, ontogeneze, funkce a evoluce chování živočichů – 4 hlasy
7.–12. David Zábranský: Jů a hele – 4 hlasy
7.–12. Zuzana Čaputová: Neztratit se sama sobě (rozhovor s Erikem Taberym) – 4 hlasy
7.–12. Karin Lednická: Šikmý kostel 3. Románová kronika ztraceného města, léta 1945–1961 – 4 hlasy
7.–12. Milan Kundera: Totožnost – 4 hlasy